# آلخاندرو کوربلو
آلخاندرو کوربلو (انگلیسی: Alejandro Curbelo؛ زادهٔ ۱۹ سپتامبر ۱۹۷۳) بازیکن فوتبال اهل اروگوئه است.
از باشگاه‌هایی که در آن بازی کرده‌است می‌توان به باشگاه فوتبال مونته‌ویدئو واندررز، باشگاه فوتبال ناسیونال اروگوئه، باشگاه ورزشی دفنسور، و تیم ملی فوتبال اروگوئه اشاره کرد.
وی همچنین در تیم ملی فوتبال تیم ملی فوتبال اروگوئه بازی کرده‌است.